# Парцвания, Аделина Малхазовна
Аделина Малхазовна Парцвания (1924 год, село Рухи, Зугдидский уезд, ССР Грузия — 2006, село Рухи, Зугдидский муниципалитет, Грузия) — колхозница колхоза имени Берия Рухского сельсовета Зугдидского района, Грузинская ССР. Герой Социалистического Труда (1949).

## Биография
Родилась в 1924 году в крестьянской семье в селе Рухи Зугдидского уезда. Трудовую деятельность начала в годы Великой Отечественной войны в колхозе имени Берия (с 1953 года — колхоз села Рухи, в последующем — колхоз «Сакартвело») Зугдидского района, председателем которого в довоенные годы был Григорий Схулухия. Трудилась рядовой колхозницей на чайной плантации в звене Бего Пахваловича Чкадуа.
В 1948 году собрала 6633 килограмм сортового зелёного чайного листа на участке площадью 0,5 гектара. Указом Президиума Верховного Совета СССР от 29 августа 1949 года удостоена звания Героя Социалистического Труда за «получение высоких урожаев сортового зелёного чайного листа и цитрусовых плодов в 1948 году» с вручением ордена Ленина и золотой медали «Серп и Молот» (№ 4608).
Этим же указом званием Героя Социалистического Труда была награждена труженицы колхоза имени Берия колхозницы Шура Самсоновна Бахтадзе и Дапино Ерастовна Нанава.
За выдающиеся трудовые достижения по итогам Семилетки (1959—1965) была награждена Орденом Трудового Красного Знамени.
После выхода на пенсию проживала в родном селе Рухи. С 1979 года — персональный пенсионер союзного значения.
Умер 8 января 2006 года.
Награды
- Герой Социалистического Труда
- Орден Ленина
- Орден Трудового Красного Знамени (02.04.1966)